# Николае-Павдинский завод
Николае-Павдинский чугуноплави́льный, железоде́лательный и медеплави́льный заво́д — металлургический завод на Северном Урале, действовавший с 1760-х годов до 1880-х годов на реке Павде.

## История
Завод был построен купцами В. А. Ливенцовым и М. М. Походяшиным на основании указа Берг-коллегии от 18 января 1760 года на реке Павде, в 94 верстах к северо-западу от Верхотурья. Земля для строительства была частично государственной, частично — арендованной у манси. Строительство началось в феврале 1761 года, запуск завода в составе одной доменной печи и 4 молотов состоялся 22 мая 1763 года. С самого начала работы завода из-за недостатка воды в заводском пруду доменное производство простаивало ежегодно до полугода. Завод обеспечивался рудой с 16 железных и 26 медных рудников, расположенных на расстоянии от 10 до 45 вёрст от завода. Готовая продукция отправлялась на Ослянскую пристань на Чусовой, реализовывалась на внутреннем рынке, частично шла на экспорт. В 1764 году было выплавлено 14 тыс. пудов чугуна, в 1765 году — 22,3 тыс. пудов, в 1766 году — 11,2 тыс. пудов чугуна и 7,3 тыс. пудов полосового железа. В 1766 году на заводе функционировали 2 домны (1 действующая и 1 запасная), 4 молота, 12 горнов, 2 медеплавильные печи, выплавлявшие медь периодически и в небольших размерах.
В 1770 году на заводе работали 2 домны (1 действующая и 1 запасная), 4 молота, 6 кричных горнов, 2 медеплавильных печи, меховая и кузница на 5 горнов, было произведено 18,9 тыс. пудов чугуна и 17,5 тыс. пудов железа. В 1771 году было произведено 20,9 тыс. пудов железа, в 1772 году — 33,8 тыс. пудов. К началу 1770-х годов на заводе работало 130 человек. Приписных и крепостных людей у заводовладельцев не было.
4 апреля 1777 года после выкупа доли партнёра единоличным владельцем завода стал М. М. Походяшин, а с 1781 года — его сыновья. В 1780-х годах выплавка меди на заводе была прекращена. В 1780 году было произведено 20,8 тыс. пудов чугуна и 8 тыс. пудов железа. В 1781 году было выплавлено 30,5 тыс. пудов чугуна, в 1782 году завод простаивал, в 1783 году было выплавлено 0,7 тыс. пудов чугуна, в 1784 году — 48,3 тыс., в 1785 году — 0,1 тыс., в 1786 году — 45,6 тыс., в 1790 году — 56,9 тыс. пудов чугуна и 31 тыс. пудов железа. 23 июля 1791 завод перешёл в собственность казны. В 1797 в распоряжении завода находилось 36 рудников, из которых только 5 были действующими.
В 1800 году объёмы производства составили 29,3 тыс. пудов чугуна и 23,6 тыс. пудов железа. В начале XIX века на заводе работала 1 домна с производительностью 380—450 пудов чугуна, 7 горнов и 6 молотов, 1 плющильная печь с 2 станами. Годовое производство железа колебалось от 13,2 до 20 тыс. пуд. В 1837 году завод был остановлен и постепенно разрушился.
19 октября 1861 года сохранившиеся строения завода вместе с дачей был передан в аренду на 50 лет товариществу потомственного почётного гражданина А. М. Пастухова, действительного статского советника М. П. Погодина, генерала-майора П. П. Ушакова, горного инженера А. В. Вагнера. Партнёры намеревались восстановить завод в течение 5 лет. Лесная дача, наполовину занятая лесами, имела площадь 78,2 тыс. десятин. Также товариществу были переданы 24 железных и 84 медных рудников, в основном расположенных за пределами заводской дачи. Многочисленные проблемы, включая отсутствие проезжих дорог, отпугнули часть компаньонов. С 1864 года сыновья А. М. Пастухова продолжили восстановление, построили на дорогах большое количество мостов, установили оборудование для медеплавильного и механического производств. В 1869 году на заводе было переработано 25,1 тыс. пудов медных руд, в 1870 году — 8,9 тыс. пудов руды и было выплавлено 0,2 тыс. пудов меди. Производство меди оказалось нерентабельным, и финансирование завода было прекращено.
В конце 1870-х годов И. А. Пастухов возобновил производство железа на заводе. Были сооружены сварочная и четыре пудлинговые печи, два кричных горна и вагранка. Сырьё поставлялось с Сухогорского чугуноплавильного завода. В 1880 году было произведено 53,2 тыс. пудов железа и отлито 8,6 тыс. пудов чугунных изделий, в 1881 году — 77 тыс. пудов железа и 5,2 тыс. пудов чугунного литья.
Завод был окончательно закрыт в 1881 году. По другим данным, производство продолжалось до середины 1880-х годов. Впоследствии рабочие Николае-Павдинского завода участвовали в строительстве Сосьвинского завода.